# Berliner Astronomisches Jahrbuch

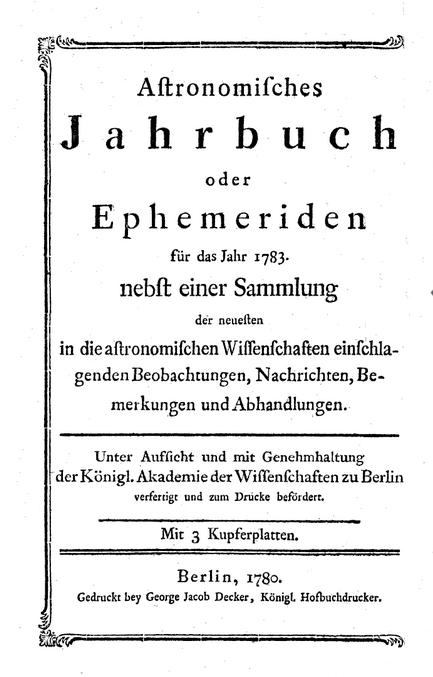
Berliner Astronomisches Jahrbuch. Portada de la Edición de 1780, con efemérides para 1783

El Berliner Astronomisches Jahrbuch ("Libro del Año Astronómico de Berlín", abreviado como B.A.J.) es un almanaque de efemérides astronómico. Constituye la serie de publicaciones astronómicas más larga, editándose de forma continuada desde 1776 hasta 1960.
Se trata de un compendio de efemérides de todos los cuerpos principales del sistema solar y de las estrellas fundamentales (Fundamental Katalog) que definen el sistema de referencia celeste.
La serie del B.A.J. comenzó en 1776 y continuó hasta 1960, cuando fue incluido en la edición internacional de  Efemérides Astronómicas y de Posiciones Aparentes de Estrellas Fundamentales (APFS). Esta fusión fue decidida en 1959 por la UAI.
El Anuario tenía al menos un volumen de aproximadamente 500 páginas; a partir de 1907 contenía precisas posiciones aparentes del primer catálogo fundamental internacional compilado para astrometría; posteriormente estos datos se actualizaron como parte de los Catálogos de Estrellas Fundamentales FK3 y FK4.
En la década de 1940, el Almanaque fue editado en cooperación con el Astronomisch-Geodätisches Jahrbuch del Recheninstitut de Heidelberg, Alemania, que también fue fusionado a las ediciones de la UAI, al igual que otros almanaques nacionales.